# Попол Вух
Попол Вух (енгл. Popol Vuh), књига текстова који описују историју и митологију мајанског народа Киче из данашње Гватемале.

## Значај
Не постоји документ од већег значаја за проучавање претколумбовске митологије Америке од „Попол Вуха“. То је главни извор знања о митологији народа Киче (Маја из Гватемале) у Централној Америци, а осим тога има значајну упоредну вредност када се проучава у вези са митологијом Нахуа, или мексичких народа. Овај текст написао је непознати покрштени староседелац из Гватемале негде у седамнаестом веку на мајанском језику Киче, а преписао га је монах Франсиско Хименез, који је такође додао и шпански превод текста. Копија текста откривена је почетком 19. века у универзитетској библиотеци у граду Гватемала и објављена у Паризу 1801 (са француским преводом) и у Бечу 1850 (са шпанским преводом).